# AIX (ОС)
Вижте пояснителната страница за други значения на Aix.
AIX (съкратено от Advanced Interactive eXecutive) е Unix операционна система разработена и продавана от IBM за някои от неговите компютърни платформи. Първоначално разработен за IBM 6150 RISC работна станция, AIX поддържа голямо разнообразие от хардуерни платформи, включително IBM RS/6000 сериите и по-късните POWER и PowerPC – базирани системи, IBM System I, System/370 мейнфреймите, PS/2 персоналните компютъри, и Apple Network Server.
AIX е базирана на UNIX System V с 4.3BSD съвместими разширения. AIX е един от петте комерсиални операционни системи, които имат версии заверени от The Open Group за стандартна UNIX 03 (останалите са Mac OS X, Solaris, Inspur K-UX и HP-UX).
Операционната система AIX дебютира на пазара през 1986 г., и се превърща в стандартна операционна система за сериите RS / 6000 от старта им през 1990 г., и все още се разработва активно от IBM. Той се поддържа от IBM Power Systems заедно IBM I и Linux.
AIX е първата операционна система, която използва журнална файлова система, и IBM постоянно подобрява работата на операционната система с подобрени функционалности
за работа с процесорите, дисковете и мрежовите виртуализации, динамичното преразпределение на хардуерни ресурси (включително части от процесорните единици), и технологии на повишена надеждност пренесени от негойните мейнфрейм дизайни

## История
AIX Версия 1, представена през 1986 г. за IBM 6150 RT работна станция, се основава на UNIX System V рилииз 1 и 2. При разработването на AIX, IBM и Interactive Systems Corporation (които са подизпълнители на IBM) също включват изходен код от BSD UNIX 4.2 и 4.3.